# Équipe d'Arabie saoudite de football à la Coupe des confédérations 1995
L'équipe d'Arabie saoudite de football participe à sa 2e Coupe des confédérations lors de l'édition 1995 qui se tient en Arabie saoudite du 6 janvier 1995 au 13 janvier 1995. Elle se rend à la compétition en tant que nation hôte.

## Résultats

### Phase de groupe
|   | Équipe          | Pts | J | G | N | P | BP | BC | Diff |
| - | --------------- | --- | - | - | - | - | -- | -- | ---- |
| 1 | Danemark        | 4   | 2 | 1 | 1 | 0 | 3  | 1  | +2   |
| 2 | Mexique         | 4   | 2 | 1 | 1 | 0 | 3  | 1  | +2   |
| 3 | Arabie saoudite | 0   | 2 | 0 | 0 | 2 | 0  | 4  | -4   |

| 6 janvier 1995 | Mexique  | 2 | 0 | Arabie saoudite |
| 8 janvier 1995 | Danemark | 2 | 0 | Arabie saoudite |

| 6 janvier 1995                    | Mexique           | 2 - 0 | Arabie saoudite | Stade International Roi Fahd, Riyad         |                                             |
| 18:15 · Historique des rencontres | L.Garcia 65e, 82e |       |                 | Spectateurs : 25 000 Arbitrage : M. Marcone | Spectateurs : 25 000 Arbitrage : M. Marcone |
| 18:15 · Historique des rencontres | (Rapport)         |       |                 | Spectateurs : 25 000 Arbitrage : M. Marcone | Spectateurs : 25 000 Arbitrage : M. Marcone |

| 8 janvier 1995            | Danemark                      | 2 - 0 | Arabie saoudite | Stade International Roi Fahd, Riyad            |                                                |
| Historique des rencontres | B.Laudrup 43e · Wieghorst 90e |       |                 | Spectateurs : 10 000 Arbitrage : Lim Kee Chong | Spectateurs : 10 000 Arbitrage : Lim Kee Chong |
| Historique des rencontres | (Rapport)                     |       |                 | Spectateurs : 10 000 Arbitrage : Lim Kee Chong | Spectateurs : 10 000 Arbitrage : Lim Kee Chong |

## Effectif
Sélectionneur :  Mohammed al-Kharashy
| No. | Pos.      | Joueur               | Date de naissance et âge | Sélec. | Club                  |
| --- | --------- | -------------------- | ------------------------ | ------ | --------------------- |
| 1   | Gardien   | Mohammed al-Deayea   |                          |        | Al Ta'ee Ha'il        |
| 2   | Défenseur | Ramzi al-Muwallid    |                          |        |                       |
| 3   | Défenseur | Mohammed al-Khilaiwi |                          |        | Al Ittihad Djeddah    |
| 4   | Défenseur | Abdullah Zubromawi   |                          |        | Al Ahly Djeddah       |
| 5   | Défenseur | Ahmad Jamil Madani   |                          |        | Al Ittihad Djeddah    |
| 6   | Milieu    | Fuad Amin            |                          |        | Al Shabab Riyad       |
| 7   | Milieu    | Fahad al-Ghesheyan   |                          |        | Al Hilal Riyad        |
| 8   | Milieu    | Saleh al-Saleh       |                          |        |                       |
| 9   | Attaquant | Sami al-Jaber        |                          |        | Al Hilal Riyad        |
| 10  | Milieu    | Saeed al-Owairan     |                          |        | Al Shabab Riyad       |
| 11  | Attaquant | Fahad al-Mehallel    |                          |        | Al Hilal Riyad        |
| 12  | Milieu    | Ahmed Eesa           |                          |        |                       |
| 13  | Attaquant | Turki Awad           |                          |        | Al Hilal Riyad        |
| 14  | Milieu    | Khalid al-Muwallid   |                          |        | Al Ahly Djeddah       |
| 15  | Défenseur | Saleh al-Dawod       |                          |        | Al Shabab Riyad       |
| 16  | Milieu    | Hussain Korshi       |                          |        |                       |
| 17  | Attaquant | Obeid al-Dosari      |                          |        | Al Wahda La Mecque    |
| 18  | Attaquant | Salem al-Alawi       |                          |        | Al Shabab Riyad       |
| 19  | Gardien   | Hussein al-Sadiq     |                          |        | Al Qadisiya Al Khubar |
| 20  | Milieu    | Hamzah Saleh         |                          |        | Al Ahly Djeddah       |

## Navigation